# Великий Шокшем
Великий Шокше́м (рос. Большой Шокшем, марій. Кугу Шокшем) — присілок у складі Сернурського району Марій Ел, Росія. Входить до складу Чендемеровського сільського поселення.

## Населення
Населення — 126 осіб (2010; 113 у 2002).
Національний склад (станом на 2002 рік):
- марі — 98 %